# Amelia E. Barr
Pour les articles homonymes, voir Barr.
Amelia Edith Huddleston Barr, née le 29 mars 1831 à Ulverston (Lancashire) et morte le 10 mars 1919 à Richmond Hill (Queens), est une romancière britannique.

## Biographie
Amelia Huddleston est née le 29 mars 1831 à Ulverston, dans le Lancashire. Son père est le Révérend William Huddleston et elle étudie à Glasgow, en Écosse.
En 1851, elle épouse William Barr. Le couple émigre quatre ans plus tard aux États-Unis et s'installe à Galveston (Texas). En 1867, sa famille est frappée par le fièvre jaune. Son mari et ses quatre fils meurent, tandis qu'elle y réchappe avec ses trois filles.
Après le décès de son mari, en 1869, elle s'installe à New York avec ses filles où elle commence à écrire pour des périodiques religieux. En 1884, elle écrit son premier roman Jan Vedder's Wife à la suite d'un accident qui l'empêche de pouvoir se déplacer. Elle publier ainsi des contes ou des romans pseudo-historiques. Une grande partie des histoires et récits qu'elle rédige, se déroulent en Angleterre et en Écosse.
En juillet 1918, elle est frappée par un coup de chaleur dont elle ne se remet pas complètement et reste depuis lors alitée. Elle meurt le 10 mars 1919 dans sa demeure de Richmond Hill. Elle est enterrée au cimetière de Sleepy Hollow de Tarrytown, au côté de son ami Louis Klopsch (en).

## Œuvres
- (en) Romance and Reality, 1872
- (en) Jan Vedder's Wife, 1885premier roman
- (en) A Daughter of Fife, 1886
- (en) A Bow of Orange Ribbon, 1886
- (en) Friend Olivia, 1891
- (en) Birds of a Feather, 1893
- (en) The Lone House, 1894
- (en) Bernicia, 1895
- (en) A Knight of the Nets, 1896
- (en) Trinity Bells, 1899
- (en) The Maid of Maiden Lane, 1900
- (en) Souls of Passage, 1901
- (en) The Lion's Whelp, 1901
- (en) The Black Shilling, The Belle of Bowling Green, 1908
- (en) The Strawberry Handkerchief, 1908
- (en) The Hands of Compulsion, 1909
- (en) The House of Cherry Street, 1909
- (en) Sheila Vedder, 1911
- (en) The Paper Cap, 1918